# Psonic Psunspot
| Recensione       | Giudizio |
| ---------------- | -------- |
| AllMusic         |          |
| Pitchfork        | (8.4/10) |
| Q                |          |
| Robert Christgau | (B+)     |

Psonic Psunspot è un album discografico del gruppo musicale inglese XTC, pubblicato sotto lo pseudonimo di The Dukes of Stratosphear nel 1987 dalla Virgin Music (Publishers).
Nel 2002, il sito web Pitchfork l'ha inserito al 66º posto nella classifica "Top 100 album degli anni Ottanta", chiamando le canzoni "una surreale opera rock di oscura, meraviglia allucinogena".

## Tracce
Testi e musiche di Partridge, eccetto ove indicato.
Lato A
1. Vanishing Girl - 2:30 (Moulding)
2. Have You Seen Jackie? - 3:45
3. Little Lighthouse - 4:36
4. You're a Good Man Albert Brown (Curse You Red Barrel) - 3:40
5. Collideascope - 3:21

Lato B
1. You're My Drug - 3:16
2. Shiny Cage - 3:15 (Moulding)
3. Brainiac's Daughter - 3:58
4. The Affiliated - 2:17 (Moulding)
5. Pale and Precious - 5:05

Tracce bonus rimasterizzazione CD 2009
1. No One At Home [Vanishing Girl] - 2:51 (Moulding)
2. Little Lighthouse [Demo Version] - 5:19
3. Collideascope [Demo Version] - 3:05
4. Shiny Cage [Demo Version] - 3:13 (Moulding)
5. Braniac's Daughter [Demo Version] - 1:49
6. The Affiliated [Demo Version] - 2:30 (Moulding)

## Formazione
- Sir John Johns (Andy Partridge) - voce, chitarra
- The Red Curtain (Colin Moulding) - basso
- Lord Cornelius Plum (Dave Gregory) - mellotron, pianoforte, organo, chitarra distorta
- E.I.E.I. Owen - batteria